# The Fly (chanson)
Pour les articles homonymes, voir The Fly.
Singles de U2
All I Want Is You
(1989) Mysterious Ways
(1991)
Pistes de Achtung Baby
So Cruel
(6) Mysterious Ways
(8)
The Fly est une chanson du groupe de rock U2 et le premier single de leur septième album Achtung Baby. Il est publié le 21 octobre 1991, moins d'un mois avant la sortie de l'album. Septième piste d'Achtung Baby, The Fly marque une rupture du groupe avec le U2 des années 1980, tant au niveau des paroles, que de la musique et du style. Les sonorités électriques, wah-wah, et garage de The Edge contrastent avec l'atmosphère blues du précédent album de U2, Rattle and Hum. La voix de Bono y est déformée à travers des effets et par le parlé-chanté. The Fly a été bien reçu par la critique et est devenu après Desire le second 45 tours du groupe à se classer N°1 au Royaume-Uni (certifié disque d’argent, soit 200 000 exemplaires).

## Enregistrement
The Fly a été enregistré en compagnie de Daniel Lanois au studio Hansa à Berlin et à Dublin. Terminée à la dernière minute avant le bouclage d'Achtung Baby, la chanson bénéficie d'une petite astuce de The Edge : une guitare supplémentaire mixée sur la ligne de basse. Ce qui ressemble « au vrombissement d'une mouche qui aurait réussi à pénétrer dans votre cervelle », selon Bono[réf. nécessaire]. Inspiré par les piliers de bar qui radotent toute la journée leur philosophie de comptoir, ce morceau faussement foutraque et hyper-électrique verra la naissance d'un nouveau personnage de Bono, The Fly (« la mouche ») qui sera immortalisé lors du Zoo TV Tour.

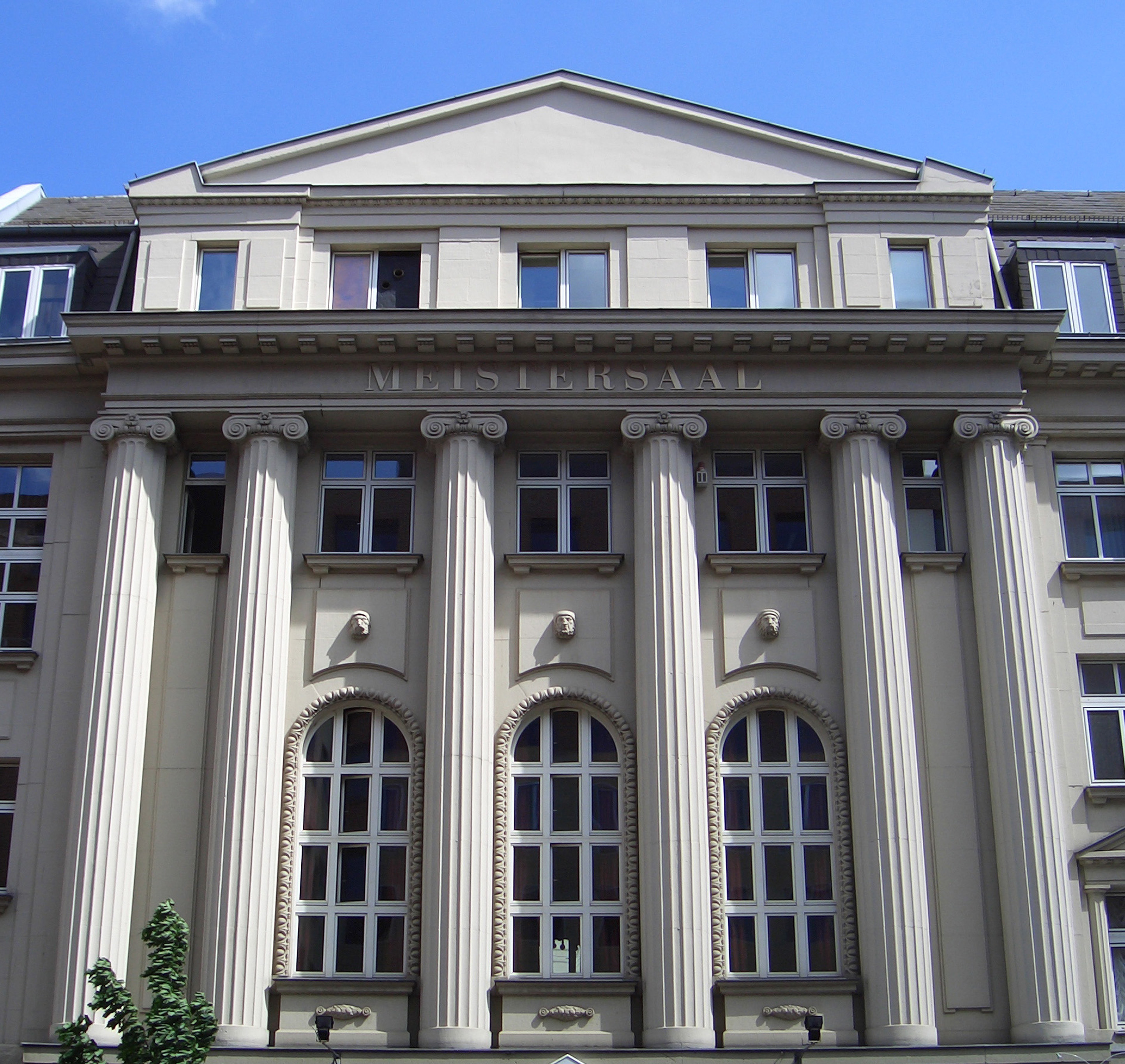
The Fly a été enregistré au studio Hansa à Berlin.

À noter que bien des années plus tard, le musicien Paul Rose accusera U2 de plagiat pour cette chanson, et portera plainte en février 2017. Mais, en février 2018, un juge de New York enterrera les poursuites engagées contre les Irlandais et Universal Music Group pour plagiat. Le parquet a estimé que Nae Slappin de Paul Rose  n’était pas « quantitativement ressemblant » au morceau de U2.

## Accueil critique
The Fly reçoit des commentaires généralement positifs de la part des critiques. Le New York Times salue « le rythme dansant de la chanson » tandis que Steve Morse du Boston Globe précise que l'album « suit l'exemple » de The Fly avec un son plus lourd et plus industriel. Christopher Gray du The Austin Chronicle parle du morceau comme un « rush exaltant ». Enfin, dans Le Nouveau Dictionnaire du Rock, Benoît Laudier et Philippe Auclair disent que c'est une « sublime chanson ».

## Anecdote
David Bowie conseilla à U2 de réenregistrer The Fly, encore perfectible selon lui : « Vous voulez vraiment mon avis ? - Bien sûr. -  Refaites l'enregistrement. »  Faute de temps, le groupe ne peut suivre son conseil. Le single sera néanmoins un grand succès commercial.

## Clip
Le clip est réalisé par Richie Smyth et Jon Klein et tourné mi-septembre 1991 à Dublin, puis à Londres quelques semaines plus tard.
En 2002, le clip est présent sur le DVD bonus de la compilation The Best of 1990-2000.

## En concert
Ce titre est interprété en concert avec le renfort de messages subliminaux sur des écrans derrière ou autour du groupe, particulièrement lors de la tournée Zoo TV Tour, qui était une satire de la télévision.

## Liste des titres
The Lounge Fly Mix est inclus unique sur le 12" et le CD single.
| No | Titre                                                   | Auteur          | Producteur    | Durée |
| -- | ------------------------------------------------------- | --------------- | ------------- | ----- |
| 1. | The Fly                                                 | U2              | Daniel Lanois | 4:29  |
| 2. | Alex Descends into Hell for a Bottle of Milk / Korova 1 | Bono & The Edge | Paul Barrett  | 3:37  |
| 3. | The Lounge Fly Mix                                      | U2              | Daniel Lanois | 6:28  |

## Classements et certifications
| Classement / pays (1991)                                | Meilleure position |
| ------------------------------------------------------- | ------------------ |
| Australie - ARIA Charts                                 | 1                  |
| Autriche - Ö3 Austria Top 40                            | 5                  |
| Canada - RPM Top                                        | 16                 |
| Pays-Bas - Dutch Top 40                                 | 4                  |
| Finlande (Suomen virallinen lista)                      | 2                  |
| France - SNEP                                           | 6                  |
| Allemagne                                               | 5                  |
| Irlande - Irish Singles Chart                           | 1                  |
| Nouvelle-Zélande - RIANZ                                | 1                  |
| Norvège - VG-lista                                      | 1                  |
| Espagne - AFYVE                                         | 1                  |
| Suède - Sverigetopplistan                               | 3                  |
| Suisse                                                  | 3                  |
| Royaume-Uni - UK Singles Chart                          | 1                  |
| États-Unis Billboard Hot 100                            | 61                 |
| États-Unis Billboard Hot Dance Music/Maxi-Singles Sales | 44                 |
| États-Unis Billboard Mainstream Rock Tracks             | 2                  |
| États-Unis Billboard Modern Rock Tracks                 | 1                  |

| Classement / pays (1991) | Position |
| ------------------------ | -------- |
| Australie                | 48       |
| Pays-Bas - Dutch Top 40  | 71       |

| Pays        | Certification | Date             | Ventes certifiées |
| ----------- | ------------- | ---------------- | ----------------- |
| Royaume-Uni | Argent        | 1er octobre 1991 | 200 000           |